# Rafael Rangel
Rafael Rangel is een gemeente in de Venezolaanse staat Trujillo. De gemeente telt 25.000 inwoners. De hoofdplaats is Betijoque.